# Bipersona ochrocentri
Bipersona ochrocentri är en insektsart som först beskrevs av Cockerell, T.D.A. 1903.  Bipersona ochrocentri ingår i släktet Bipersona och familjen långrörsbladlöss. Inga underarter finns listade i Catalogue of Life.